# Ljudmila Dmitrijevna Szamszonova
Ljudmila Dmitrijevna Szamszonova (a nemzetközi szakirodalomban: Liudmila Samsonova) (Olenyegorszk, Oroszország, 1998. november 11. –) orosz (2018-ig olasz támogatással versenyzett) hivatásos teniszezőnő.
2013-tól profi teniszjátékos. Eddigi pályafutása során egyéniben öt WTA- és négy ITF-tornagyőzelmet aratott. Párosban két WTA- és két ITF-tornagyőzelemmel rendelkezik.
Grand Slam-tornákon egyéniben a legjobb eredményét a 2025-ös wimbledoni teniszbajnokságon érte el, amelyen a negyeddöntőig jutott. Párosban a 2023-as Roland Garroson negyeddöntős volt. Legjobb világranglista-helyezése egyéniben a 12. hely, amelyre 2023. február 27-én került, párosban a legjobbjaként a 38. helyen állt 2025. július 14-én.
2021-ben bekerült Oroszország Billie Jean King-kupa-válogatottjába, és mind az öt mérkőzését megnyerte.

## Élete és pályafutása
Másfél éves korában családja Olaszországba költözött, ahol apja, aki profi asztaliteniszező volt, szerződést kapott a torinói Ferentino klubtól. Hatéves korában kezdett teniszezni a San Remo-i teniszakadémián. 2018-ig olasz támogatással vett részt a tornákon, de mivel orosz állampolgár lévén nem kapott olasz útlevelet, 2019-től Oroszország színeiben vesz részt a nemzetközi tornákon. Továbbra is Olaszországban él, és évente csak egy-két alkalommal utazik versenyre Moszkvába és Szentpétervárra.
A junior mezőnyben a legelőkelőbb helyezése a világranglistán a 65. hely volt. Legnagyobb eredményei közé tartozik, hogy 2016-ban legyőzte Marta Kosztyukot és Kaja Juvant.

### Profi karrierje
2013-ban szerepelt először profi tornán. 2014-ben szerezte meg első ITF-tornagyőzelmét, amikor Rómában egy 10 000 dolláros versenyen az első helyen végzett. 2017-ben háromszor is döntőbe jutott 15 000 dolláros versenyen, ezzel jelentősen javította helyezését a világranglistán. 2018-ban már négy döntőbe jutott be, és megszerezte első 25 000 dolláros tornagyőzelmét, majd nagy meglepetésre a kvalifikációból indulva első lett a Saint Malo-i 60 000 dolláros tornán. Ezzel a világranglistán a legjobb 200 közé került. 2019-ben a Roland Garroson először sikerült feljutnia a kvalifikációból egy Grand Slam-torna főtáblájára.
2021-ben a kvalifikációból indulva nyerte a berlini füves pályás WTA500 kategóriájú tornát, ezzel a Top100-ba került a világranglistán, és szabad kártyát kapott Wimbledonba, ahol a bizalmat meghálálva a negyedik körig jutott. 2022-ben a világranglista 25. helyére került.

## WTA-döntői

### Egyéni
| Összesítés                   |
| Grand Slam-torna (0)         |
| WTA 1000 (kötelező)* (0)     |
| WTA 1000 (nem kötelező)* (0) |
| WTA 500* (2)                 |
| WTA 250* (3)                 |

#### Győzelmei (5)
| No. | Dátum                | Torna                         | Borítás | Ellenfél a döntőben      | Eredmény a döntőben | Eredmény a döntőben |
| 1.  | 2021. június 20.     | German Open, Berlin           | Fű      | Belinda Bencic           | 1–6, 6–1, 6–3       |                     |
| 2.  | 2022. augusztus 7.   | Washington Open, Washington   | Kemény  | Kaia Kanepi              | 4–6, 6–3, 6–3       |                     |
| 3.  | 2022. augusztus 28.  | Tennis in the Land, Cleveland | Kemény  | Aljakszandra Szasznovics | 6–1, 6–3            |                     |
| 4.  | 2022. szeptember 25. | Pan Pacific Open, Tokió       | Kemény  | Cseng Csin-ven           | 7–5, 7–5            |                     |
| 5.  | 2024. június 16.     | Libema Open, Rosmalen         | Fű      | Bianca Andreescu         | 4–6, 6–3, 7–5       |                     |

#### Elveszített döntői (4)
| No. | Dátum               | Torna                                    | Borítás | Ellenfél a döntőben | Eredmény a döntőben | Eredmény a döntőben |
| 1.  | 2023. február 12.   | Abu Dhabi Open, Abu-Dzabi                | Kemény  | Belinda Bencic      | 6–1, 6–7(8), 4–6    |                     |
| 2.  | 2023. augusztus 13. | Canada Masters, Montréal                 | Kemény  | Jessica Pegula      | 1–6, 0–6            |                     |
| 3.  | 2023. október 8.    | China Open, Peking                       | Kemény  | Iga Świątek         | 2–6, 2–6            |                     |
| 4.  | 2025. május 24.     | Internationaux de Strasbourg, Strasbourg | Salak   | Jelena Ribakina     | 1–6, 7–6(2), 1–6    |                     |

### Páros
| Összesítés                   |
| Grand Slam-torna (0)         |
| WTA 1000 (kötelező)* (0)     |
| WTA 1000 (nem kötelező)* (1) |
| WTA 500* (1)                 |
| WTA 250* (0)                 |

#### Győzelmei (2)
|    | Dátum                | Torna                             | Borítás | Partner                  | Ellenfél a döntőben         | Eredmény a döntőben |
| 1. | 2023. február 25.    | Dubai Tennis Championships, Dubaj | Kemény  | Veronyika Kugyermetova   | Csan Hao-csing Latisha Chan | 6–4, 6–7(4), [10–1] |
| 2. | 2024. szeptember 22. | Korea Open, Szöul                 | Kemény  | Nicole Melichar-Martinez | Kato Miju Csang Suaj        | 6–1, 6–0            |

#### Elveszített döntői (1)
|    | Dátum            | Torna                 | Borítás | Partner                  | Ellenfél a döntőben            | Eredmény a döntőben |
| 1. | 2025. június 14. | Libema Open, Rosmalen | Fű      | Nicole Melichar-Martinez | Irina Hromacsova Stollár Fanny | 5–7, 3–6            |

## ITF-döntői

### Egyéni: 11 (4–7)
| Díjazás              |
| -------------------- |
| $100,000 torna       |
| $80,000 torna        |
| $60,000 torna        |
| $25,000 torna        |
| $10,000/15,000 torna |

| Eredmény | Gy–V | Dátum            | Torna                         | Borítás    | Ellenfél         | Eredmény            |
| -------- | ---- | ---------------- | ----------------------------- | ---------- | ---------------- | ------------------- |
| Győztes  | 1–0  | 2014. június     | ITF Rome, Olaszország         | Salak      | Tess Sugnaux     | 6–2, 2–6, 6–4       |
| Győztes  | 2–0  | 2016. november   | ITF Solarino, Olaszország     | Szőnyeg    | Kelly Versteeg   | 3–6, 6–0, 6–1       |
| Döntős   | 2–1  | 2017. március    | ITF Mâcon, Franciaország      | Kemény (f) | Mallaurie Noël   | 5–7, 2–6            |
| Döntős   | 2–2  | 2017. május      | ITF Pula, Olaszország         | Salak      | Fernanda Brito   | 3–6, 3–6            |
| Döntős   | 2–3  | 2017. december   | ITF Hammamet, Tunézia         | Salak      | Darija Logyikova | 6–7(8), 4–6         |
| Döntős   | 2–4  | 2018. március    | ITF Sharm El Sheikh, Egyiptom | Kemény     | Julia Terziyska  | 7–6(7), 0–6, 6–7(4) |
| Döntős   | 2–5  | 2018. június     | ITF Padua, Olaszország        | Salak      | Fiona Ferro      | 5–7, 3–6            |
| Győztes  | 3–5  | 2018. augusztus  | ITF El Espinar, Spanyolország | Kemény     | Başak Eraydın    | 6–2, 6–0            |
| Győztes  | 4–5  | 2018. szeptember | ITF Saint-Malo, Franciaország | Salak      | Katarina Zavacka | 6–0, 6–2            |
| Döntős   | 4–6  | 2019. október    | ITF Poitiers, Franciaország   | Kemény (f) | Nina Stojanović  | 2–6, 6–7(2)         |
| Döntős   | 4–7  | 2020. október    | ITF Reims, Franciaország      | Kemény (f) | Océane Dodin     | 4–6, 2–6            |

### Páros: 3 (2–1)
| Díjazás              |
| -------------------- |
| $100,000 torna       |
| $80,000 torna        |
| $60,000 torna        |
| $25,000 torna        |
| $10,000/15,000 torna |

| Eredmény | Gy–V | Dátum            | Torna                      | Borítás   | Partner          | Ellenfelekl                              | Eredmény         |
| -------- | ---- | ---------------- | -------------------------- | --------- | ---------------- | ---------------------------------------- | ---------------- |
| Győztes  | 1–0  | 2015. szeptember | ITF Pula, Olaszország      | Salak     | Bianca Turati    | India Maggen Tess Sugnaux                | 6–4, 6–2         |
| Győztes  | 2–0  | 2016. augusztus  | ITF Tarvisio, Olaszország  | Salak     | Chiara Quattrone | Angelica Moratelli Anna-Giulia Remondina | 3–6, 6–4, [10–6] |
| Döntős   | 2–1  | 2017. december   | ITF Cordenons, Olaszország | Salak (f) | Lucia Bronzetti  | Federica Di Sarra Michele Alexandra Zmău | 2–6, 6–1, [8–10] |

## Eredményei Grand Slam-tornákon

### Egyéni
| Grand Slam | Australian Open | Australian Open     | Roland Garros  | Roland Garros          | Wimbledon      | Wimbledon         | US Open        | US Open           |
| Év         | Eredmény        | Utolsó ellenfél     | Eredmény       | Utolsó ellenfél        | Eredmény       | Utolsó ellenfél   | Eredmény       | Utolsó ellenfél   |
| 2019       | Selejtező (Q2)  | Selejtező (Q2)      | 1. kör         | Donna Vekić            | Selejtező (Q3) | Selejtező (Q3)    | Selejtező (Q2) | Selejtező (Q2)    |
| 2020       | 1. kör          | Jeļena Ostapenko    | 1. kör         | Sofia Kenin            | elmaradt       | elmaradt          | 1. kör         | Cvetana Pironkova |
| 2021       | 2. kör          | Garbiñe Muguruza    | Selejtező (Q1) | Selejtező (Q1)         | 4. kör         | Karolína Plíšková | 2. kör         | Greet Minnen      |
| 2022       | 2. kör          | Markéta Vondroušová | 1. kör         | Danka Kovinić          | kizárva        | kizárva           | 4. kör         | Ajla Tomljanović  |
| 2023       | 2. kör          | Donna Vekić         | 2. kör         | A Pavljucsenkova       | 1. kör         | Ana Bogdan        | 3. kör         | Madison Keys      |
| 2024       | 1. kör          | Amanda Anisimova    | 3. kör         | Elisabetta Cocciaretto | 3. kör         | Anna Kalinszkaja  | 4. kör         | Iga Świątek       |
| 2025       | 2. kör          | Olga Danilović      | 4. kör         | Cseng Csin-ven         | Negyeddöntő    | Iga Świątek       |                |                   |

### Páros
| Grand Slam | Australian Open               | Australian Open                   | Roland Garros                      | Roland Garros              | Wimbledon                | Wimbledon                          | US Open                | US Open                            |
| Év         | Eredmény Partner              | Utolsó ellenfél                   | Eredmény Partner                   | Utolsó ellenfél            | Eredmény Partner         | Utolsó ellenfél                    | Eredmény Partner       | Utolsó ellenfél                    |
| 2021       | –                             | –                                 | –                                  | –                          | –                        | –                                  | 1. kör Mandy Minella   | Petra Martić Shelby Rogers         |
| 2022       | 1. kör Darja Kaszatkina       | Danielle Collins Desirae Krawczyk | 1. kör Jelena Ribakina             | Cori Gauff Jessica Pegula  | kizárva                  | kizárva                            | 1. kör Harriet Dart    | Anhelina Kalinyina Jelena Ribakina |
| 2023       | 1. kör Veronyika Kugyermetova | Storm Hunter Elise Mertens        | Negyeddöntő Veronyika Kugyermetova | Hszie Su-vej Vang Hszin-jü | –                        | –                                  | 2. kör V Kugyermetova  | Jennifer Brady Luisa Stefani       |
| 2024       | –                             | –                                 | –                                  | –                          | 1. kör Camilla Rosatello | Ulrikke Eikeri Ingrid Neel         | 1. kör Lucia Bronzetti | Kateřina Siniaková Taylor Townsend |
| 2025       | 2. kör Elisabetta Cocciaretto | Kato Miju Renata Zarazúa          | 2. kör Nicole Melichar             | I-C Begu Yanina Wickmayer  | 3. kör Nicole Melichar   | Kateřina Siniaková Taylor Townsend |                        |                                    |

## Év végi világranglista-helyezései
| Év     | 2014  | 2015  | 2016  | 2017 | 2018 | 2019 | 2020 | 2021  | 2022 | 2023 | 2024 |
| Egyéni | 864.  | –     | 1078. | 552. | 180. | 139. | 127. | 39.   | 20.  | 16.  | 27.  |
| Páros  | 1154. | 1012. | 818.  | 791. | 841. | –    | –    | 1348. | 197. | 45.  | 58.  |